# Пора-Леонович Варвара Олександровна
Варвара Олександрівна Пора-Леонович (4 грудня 1885 — 1945) — археолог, керівник державного заповідника «Ольвія» (1931—1938). 

## Життєпис та науковий доробок
Народилася 4 грудня 1885 року в Кишиневі у родині учителя О. Сирова.
1899 року закінчила Кишинівську 1-у жіночу гімназію, прослухала уроки у додатково-педагогічному класі гімназії отримавши звання домашньої наставниці з російської мови. У серпні 1903 року їй було видано нове посвідчення на це звання, вже за прізвищем чоловіка — Пора-Леонович.
1920 року вступила на ідейно-літературне відділення Одеського соціально-гуманітарного інституту, після реорганізації якого 1921 року була переведена до Одеського інституту народної освіти, де навчалася одразу на двох відділеннях факультету професійної освіти: археологічному та мови і літератури. Перше закінчила у листопаді 1924 року, виконала дипломну роботу на тему «Екскурсійний метод у викладанні археології». Друге відділення закінчила у вересні 1926 року.
Була практиканткою Одеського державного історико-археологічного музею та членом археологічної секції Одеської комісії краєзнавства при Всеукраїнській академії наук.
У жовтні 1926 року була зарахована аспіранткою науково-дослідної кафедри при Одеському державному історико-археологічному музеї. Під керівництвом Михайла Болтенка брала участь у мандрівці-розвідці до Лузановки та проводила складання додаткового каталогу мап і креслень.
Її наукова праця була присвячена наслідкам розкопок під керівництвом Євгена Трифільєва поблизу цвинтаря с. Усатове, в якій авторка навела опис двох печенізьких поховань. Була членом окружного методичного комітету при губ. відділі народної освіти, де займала посаду секретаря секції суспільствознавства. 1928 року тяжко захворіла на енцефаліт, через що припинила наукову роботу.
Під час перевірки науково-дослідних установ Одеси у листопаді 1930 року її було виключено із складу аспірантів кафедри археології за невиконання плану та відрив від наукової праці.
Аспірантуру вона закінчила у 1931 році. Була направлена на роботи до Миколаївського історико-археологічному музею. З 1931 року очолювала державний заповідник «Ольвія». Керувала ним, проживаючи в Одесі. У 1938 році комісія перевірила діяльність наукової роботи в заповіднику і визнала її незадовільною. В. Пора-Леонтович пояснювала це тим, що на фінансування роботи виділялося 20000 карбованців (включаючи зарплату). Вона була звільнена, а заповідник переданий Академії наук УРСР, а фінансування збільшили в декілька раз.

## Праці
- Раскопки курганов в окрестностях Одессы летом 1923 г.// Вісник Одеської комісії краєзнавства при ВУАН. — Ч. 2-3. — Одеса, 1925.

## Посилення
- Пора-Леонович Варвара Александровна аспирантка[недоступне посилання з липня 2019] Сайт Российского государственного исторического архива